# Королевские гонки Ру Пола: Великобритания
RuPaul’s Drag Race UK (рус. Королевские гонки Ру Пола: Соединённое Королевство) — британское реалити-шоу, адаптация одноимённого американского шоу, совместное производство BBC и World of Wonder. Шоу является чётвертым во франшизе «Drag Race» и вторым, где задействован Ру Пол. Основная цель шоу — найти «Следующую драг-суперзвезду Соединённого Королевства», в первом сезоне победительница получила титул «Первая британская драг-суперзвезда». В качестве главных судей в серии заняты Мишель Визаж, Алан Карр, Грэм Нортон и, собственно, Ру Пол. Премьера первого сезона шоу состоялась 3 октября 2019 года, а в ноябре того же года было продлено на второй сезон.

## История
Оригинальное шоу возникло в Соединённых Штатах в 2009 году. в 2014 году стало известно, что начались переговоры о создании британской версии шоу, роль ведущего и главного судьи шоу было предложено Джонатану Россу, а роль остальных судей заняли бы Кэти Прайс и Джоди Харш. Однако в апреле 2014 года производство было остановлено из-за того, что Россу пришлось покинуть проект по семейным обстоятельствам. Год спустя, в 2015 году, Росс и Прайс устроили конкурс за право стать «Послом британской дрэг-гонки», победителем которой в 2015 году стала Вивьен, её призом стала поездка на съёмочную площадку американской версии шоу. Спустя какое-то время производство шоу возобновилось, однако вскоре продюсеры вовсе закрыли проект, поскольку посчитали, что он не будет интересен публике. Мишель Визаж, продюсер и судья американской версии, в одном из интервью выразила заинтересованность и готовность продолжить бороться за производство британской версии. В июне 2018 года продюсеры американской версии намекнули, что британская версия шоу находится в стадии разработки. Вскоре состоялись переговоры Фентона Бейли, Рэнди Барбато (World of Wonder) и Ру Пола с представителями BBC, где им дали зелёный свет на производство. Заказчиком шоу выступил телеканал BBC Three.

## Формат
Как и в американской версии, здесь у Ру Пола есть несколько ролей в шоу, среди которых ведущий, наставник и судья. Выступая в роли ведущего Ру представляет королевам звёздных гостей недели, объявляет, в каких испытаниях они примут участие, и сообщает, кто покинет соревнование. Как наставник он общается каждой королевой перед испытанием и даёт советы. Каждый эпизод следует одному лекалу: мини-испытание, главное испытание, проход по подиуму (где королевы представляют наряды на ту или иную тему), судейская критика и лип-синк-выступление за право остаться на шоу.
В мини-испытаниях каждому участнику предлагается выполнить различное задание с различными требованиями и ограничениями по времени. Некоторые мини-испытания повторяются из сезона в сезон или повторяются с оригинального американского сезона. Например, первое мини-испытание — это фотосессия с фотографом и Ру Полом, которая обязательно включает в себя какие-нибудь экстремальные условия (например, обливание водой, включение мощного вентилятора во время съемки или фотографирование во время прыжков на батуте). Ещё одно повторяющееся мини-испытание посвящено «чтению» (драг-термин о тонком оскорблении своих конкурентов для комедийного эффекта), оно вдохновлено культовым фильмом «Париж горит». Победитель мини-испытания иногда вознаграждается преимуществом в главном вызове.
Требования к главному испытанию могут различаться в каждом эпизоде и могут быть индивидуальными или групповыми. Победитель главного испытания также получает специальный приз за свою победу, в Британии — нагрудный знак «RuPeter Badge». Иногда главное испытание может напрямую соотноситься с проходом по подиуму — участникам нужно смастерить собственный наряд, иногда из нетрадиционных материалов, и продемонстрировать его судьям. Среди других испытаний может быть актёрское испытание, музыкальные номера, комедийные, традиционной стала игра в «Снетч-гейм», вр время которой участники перевоплощаются в знаменитостей и дают смешные ответы на вопросы Ру Пола. Проход по подиуму с предоставлением нарядов присутствует в каждой серии, если главное испытание включает в себя создание наряда, этот наряд и представляется судьям на подиуме. В противном случае назначается тема, и конкурсанты должны представить соответствующий образ. Судейская критика оценивает наряд королевы и то, как она показала себя на главном испытании.
Ру Пол выступает одновременно в качестве ведущего и главного судьи, а Мишель Визаж, Алан Карр и Грэм Нортон — в качестве вспомогательных судей. Приглашёнными судьями в серии 1 были Мэйси Уильямс, Джери Халлиуэлл, Джейд Фёруолл, Эндрю Гарфилд, Микаэла Коэл, Шерил и Твигги. MNEK, Эй-Джей и Кёртис Притчарды выступали в качестве приглашённых вокалистов и хореографов для участников во время тематических заданий. В качестве вспомогательной судьи в первый, а позже и второй сезон была приглашена комедиантка Дон Френч, однако оба раза она отказалась, поскольку не могла работать полный день в Лондоне, позже она всё таки появилась в качестве приглашённой судьи во втором сезоне.

## Сезоны
| Сезон | Премьера       | Финал          | Победитель    | Второе место          | Приз                                                                    |
| ----- | -------------- | -------------- | ------------- | --------------------- | ----------------------------------------------------------------------- |
| 1     | 3 октября 2019 | 21 ноября 2019 | Вивиенн       | Дивина де Кампо       | Корона, скипетр и своё собственное шоу от создателей RuPaul’s Drag Race |
| 1     | 14 января 2021 | 18 марта 2021  | Лоуренс Чейни | Бимини Бон Булаш Тейс | Корона, скипетр и своё собственное шоу от создателей RuPaul’s Drag Race |

### 1-й сезон (2019)
Первый сезон шоу вышел в эфир 3 октября 2019 года на телеканале BBC Three, а также стал доступен на сервисе BBC iPlayer. Сезон состоял из восьми часовых эпизодов. С 11 октября шоу транслировалось в США на телеканале Logo TV. Бага Чипз, Дивина де Кампо и Вивьенн вышли в финал, где Вивьенн была коронована первой британской драг-суперзвездой и отправилась в Голливуд, чтобы сняться в своем собственном цифровом телесериале. Сезон стал огромным успехом, породив множество мемов, получив огромное признание критиков, собирая многочисленные номинации на награды и даже ворвавшись в музыкальные чарты, первая серия стала триумфом для BBC Three, её посмотрело более 15,6 миллиона зрителей на iPlayer.

### 2-й сезон (2021)
Второй сезон была подтверждён, и кастинг был закрыт 15 ноября 2019 года. Съёмки были приостановлены на неопределенный срок из-за пандемии COVID-19. В июне 2020 года Мишель Визаж подтвердила, что шоу вернётся, как только будут отменены правительственные рекомендации. 15 декабря 2020 года было объявлено, что премьера второго сезона состоится 14 января 2021 года. В отличие от первого сезона, четыре королевы добрались до финала, где Лоуренс Чейни была коронована победителем, а Бимини Бон Булаш и Тейс разделили второе место.

### 3-й сезон (2021)
Фентон Бейли и Рэнди Барбато, соучредители и исполнительные продюсеры World of Wonder, рассказали, что в 2021 году будет два сезона шоу. Кастинг на третий сезон открылся 2 ноября 2020 года. Одной из подтвержденных участниц является Вероника Грин, вынуждена была покинуть второй сезон после положительного теста на COVID-19.

## Отзывы критиков
Скотт Брайан из BBC заявил, что британская версия «Гонок» — лучшая из всей франшизы. Луис Стейплс в своём обзоре для The Independent отметил, что формат, может быть, и не революционен, но при этом потрясающие костюмы, острые как бритва фразочки, колкости и сами конкурсанты делают шоу таким особенным. Ребекка Николсон из The Guardian посчитала, что британские «Гонки» не так отполированы, как их «американский кузен», однако атмосфера весёлого беспорядка делает его временами «намного лучше».
На сайте-агрегаторе Rotten Tomatoes рейтинг второго сезона шоу составляет 100% одобрения, что делает его одним из самых высокооцененных среди всех сезонов франшизы.

## Награды и номинации
| Год  | Награда                         | Категория                             | Результат | Прим.  |
| ---- | ------------------------------- | ------------------------------------- | --------- | ------ |
| 2020 | National Television Awards      | The Bruce Forsyth Entertainment Award | Номинация | [ 23 ] |
| 2020 | BAFTA TV Award                  | Reality & Constructed Factual         | Номинация | [ 24 ] |
| 2020 | Broadcasting Press Guild Awards | Best Entertainment                    | Номинация | [ 25 ] |
| 2020 | RTS Television Award            | Entertainment                         | Победа    | [ 26 ] |
| 2021 | MTV Movie & TV Awards           | Best International Reality Series     | Номинация | [ 27 ] |